# Dioskoros (Patriarch)
Dioskoros Hagos Mendefera (* 1935; † 22. Dezember 2015) war der vierte Patriarch der Eritreisch-Orthodoxen Tewahedo-Kirche. Seine umstrittene Einsetzung erfolgte 2007 durch das eritreische Regime, nachdem das eigentliche Kirchenoberhaupt Abuna Antonios aus seinem Amt entfernt und unter Hausarrest gestellt worden war.    